# باتريك بي. غيليسبي
باتريك بي. غيليسبي (بالإنجليزية: Patrick B. Gillespie)‏ هو سياسي أمريكي، ولد في 23 نوفمبر 1945 في فيلادلفيا في الولايات المتحدة. حزبياً، نشط في الحزب الديمقراطي. وقد انتخب عضو مجلس نواب بنسيلفانيا.